# Blue Period (manga)
Blue Period (ブルーピリオド?, Burū Piriodo, lett. "Periodo blu") è un manga scritto e disegnato da Tsubasa Yamaguchi. Viene serializzato sulla rivista Afternoon dal 24 giugno 2017 da Kōdansha. In Italia viene pubblicato da Edizioni BD sotto l'etichetta J-Pop dal 16 settembre 2020. Nello stesso anno la serie ha ricevuto il 44º Premio Kōdansha per i manga nella categoria generale e il 13° Manga Taishō.
Da esso è stata anche tratta una serie televisiva anime di 12 episodi prodotta da Seven Arcs che è andata in onda dal 2 ottobre al 18 dicembre 2021 e che in Italia è stata resa disponibile da Netflix, sia nella sua versione sottotitolata che in quella doppiata.

## Trama
(Inizio del manga Blue Period.)
Il protagonista della serie è Yatora Yaguchi, uno studente al suo penultimo anno di liceo. È abbastanza popolare ed eccelle a scuola, ma spesso prova una sensazione di vuoto interiore e di frustrazione in quanto non è ancora riuscito a trovare una vocazione, ovvero il sogno della sua vita. Ma un giorno le cose cambiano quando vede un bellissimo dipinto: il giovane ne rimane profondamente affascinato, al punto che decide di cimentarsi nell'arte che diventerà da lì a poco la sua vocazione. Così, senza alcuna esperienza nel campo, decide di impegnarsi per iscriversi a un'università con indirizzo artistico; una decisione che, però, lo porterà a conoscere un mondo molto diverso da quanto si aspettava.

## Personaggi
Yatora Yaguchi (矢口八虎?, Yaguchi Yatora)
Doppiato da: Hiromu Mineta (ed. giapponese), Marco Briglione (ed. italiana)
Uno studente accademicamente dotato e diligente i cui amici sono disinteressati a scuola. Dopo aver sviluppato un interesse per la pittura grazie a Mori, la sua senpai del club d'arte, ha intrapreso un percorso per frequentare l'Università delle arti di Tokyo.
Ryuji "Yuka" Ayukawa (鮎川龍二?, Ayukawa Ryuji)
Doppiata da: Yumiri Hanamori (ed. giapponese), Serena Sigismondo (ed. italiana)
Amica di Yatora e compagna del club di arte. Yuka si considera anticonformista e indifferente alle opinioni degli altri. Biologicamente è un maschio ma si veste con abiti femminili. Per tutta la serie lotta con la sua sessualità, la sua identità di genere e le pressioni della sua famiglia.
Yotasuke Takahashi (高橋世田介?, Takahashi Yotasuke)
Doppiato da: Daiki Yamashita (ed. giapponese), Federico Campaiola (ed. italiana)
Compagno di classe di Yatora alla scuola preparatoria. È stoico e distaccato nei suoi confronti e spesso critica aspramente il suo lavoro e il suo carattere.
Haruka Hashida (橋田悠?, Hashida Haruka)
Doppiato da: Kengo Kawanishi (ed. giapponese), Stefano Broccoletti (ed. italiana)
La compagna di classe di Yatora alla scuola preparatoria. Si veste bene e adotta un approccio molto classico e teorico all'arte, che si può notare nel suo lavoro.
Maki Kuwana (桑名マキ?, Kuwana Maki)
Doppiata da: Yume Miyamoto (ed. giapponese), Jessica Bologna (ed. italiana)
Un'altra dei compagni di classe di Yatora della scuola di preparazione. Tutta la sua famiglia ha frequentato l'Università delle arti di Tokyo e, di conseguenza, lotta spesso con sentimenti di inadeguatezza, nonostante sia un'artista di grande talento a pieno titolo.
Maru Mori (森まる?, Mori Maru)
Doppiata da: Mayu Aoyagi (ed. giapponese), Sara Labidi (ed. italiana)
La senpai di Yatora nel club d'arte della loro scuola. Per lei l'arte è un'attività spirituale e le sue opere spesso incorporano immagini di religione e preghiera. È grazie a una delle sue opere che Yatora si interessa all'arte.
Masako Saeki (佐伯昌子?, Saeki Masako)
Doppiata da: Fumi Hirano (ed. giapponese), Roberta Greganti (ed. italiana)
L'insegnante d'arte di Yatora al liceo. È la sua prima insegnante d'arte e guida i suoi primi passi migliorando le sue capacità artistiche.
Mayu Oba (大葉真由?, Ōba Mayu)
Doppiata da: Yuki Kazu (ed. giapponese), Roberta De Roberto (ed. italiana)
L'insegnante di Yatora alla scuola di preparazione. Fornisce continuamente a Yatora preziose critiche e consigli su come superare gli ostacoli personali e tecnici mentre continua il suo cammino nel mondo dell'arte.
Sumida (純田?)
Doppiato da: Masaya Fukunishi (ed. giapponese), Niccolò Guidi (ed. italiana)
Un amico di Yatora del liceo. Si comporta male a scuola e ha un vivo interesse per lo sport. Viene mostrato che si preoccupa profondamente dei suoi amici.
Koigakubo (恋ケ窪?)
Doppiato da: Shin'ichirō Kamio (ed. giapponese), Francesco Falco (ed. italiana)
Un amico di Yatora del liceo. È alto, tranquillo e intimidatorio a prima vista, ma nel tempo rivela a Yatora la sua sensibilità, i suoi sogni e il suo carattere emotivo.
Utashima (歌島?)
Doppiato da: Tatsumaru Tachibana (ed. giapponese), Alberto Franco (ed. italiana)
Un altro degli amici di Yatora del liceo. Non si applica accademicamente ma è molto interessato alle ragazze e molto devoto ai suoi amici.
Takuro Ishii (石井啄郎?, Ishii Takurō)
Doppiato da: Taishi Murata (ed. giapponese)
Un compagno di classe di Yatora alla scuola di preparazione.
Sae Okada (岡田さえ?, Okada Sae)
Doppiata da: Emiri Suyama (ed. giapponese)
Una compagna di classe di Yatora alla scuola di preparazione.
Hanako Sakuraba (桜庭華子?, Sakuraba Hanako)
Doppiata da: Saori Ōnishi (ed. giapponese)
Una compagna di classe di Yatora alla scuola di preparazione. Indossa sempre la sua uniforme scolastica alla scuola di preparazione per risparmiare denaro.
Umino (海野?)
Doppiata da: Miku Hiratsuka (ed. giapponese), Giorgia Locuratolo (ed. italiana)
Un membro del club di arte del liceo di Yatora.
Shirai (白井?)
Doppiata da: Ikumi Hasegawa (ed. giapponese)
Un membro del club di arte del liceo di Yatora.
Shirota (城田?)
Doppiata da: Yuna Nemoto (ed. giapponese)
Un membro del club di arte del liceo di Yatora.
Yamamoto (山本?)
Doppiata da: Aoi Koga (ed. giapponese)

## Media

### Manga
Il manga, scritto e disegnato da Tsubasa Yamaguchi, viene serializzato sulla rivista Afternoon di Kōdansha dal numero di agosto 2017, uscito il 24 giugno 2017. Il primo tankōbon è stato pubblicato il 22 dicembre 2017. Attualmente, al 22 maggio 2025, i capitoli della serie sono stati raccolti in diciassette volumi tankōbon.
In Italia viene pubblicato da Edizioni BD sotto l'etichetta J-Pop dal 16 settembre 2020. La traduzione dei testi è curata da Tommaso Ghirlanda, mentre il lettering è realizzato da Massimiliano Lucidi. Ogni singolo capitolo viene chiamato "Pennellata".

#### Volumi
| 1  | 22 dicembre 2017 | ISBN 978-4-06-510586-3                                                      | 16 settembre 2020                         | ISBN 978-88-349-0366-7                                                      |
| 1  | Capitoli - 1. Percepire la gioia di disegnare (絵を描く悦びに目覚めてみた?, E o kaku yorokobi ni mezemetemita) - 2. Un tempo pieno (有意義な時間?, Yuui gina jikan) - 3. Bianco come un cencio (全然焼けてねえ?, Zenzen yaketenē) - 4. Ma chi è, un dio? (マジ神じゃない?, Maji kami jānai) |                                                                             |                                           |                                                                             |
| 2  | 23 marzo 2018 | ISBN 978-4-06-511124-6                                                      | 4 novembre 2020                           | ISBN 978-88-349-1507-3                                                      |
| 2  | Capitoli - 5. Yobiko - Debut of the dead (予備校ビュー•オブ•ザ•デット?, Yobikō Debyū obu za detto) - 6. Puro o ingenuo? (逆にピュアかッ?, Gaku ni pīa Ka) - 7. Dove stiamo andando? (我々はどこへ行いくの?, Wareware wa doko e ikunoka) - 8. Quadri da esame (受験絵画?, Jūken kaiga) |                                                                             |                                           |                                                                             |
| 3  | 23 agosto 2018 | ISBN 978-4-06-512336-2                                                      | 13 gennaio 2021                           | ISBN 978-88-349-0450-3                                                      |
| 3  | Capitoli - 9. Conosco il mio compito, ma non so come svolgerlo (課題が見えてもどうしようもねぇ?, Kadai ga miete mo dōshiyō monē) - 10. Un quadro in cui non riesco a dire ciò che voglio (言いたいことも言えないこんな絵じゃ?, Iitai koto mo ienai kon'na e ja) - 11. Finalmente qualche lode (褒められが発生しました?, Homerarega hasseishimashita) - 12. Ciao, pallone gonfiato (イキリ乙?, Ikiriotsu) |                                                                             |                                           |                                                                             |
| 4  | 22 febbraio 2019 | ISBN 978-4-06-514484-8                                                      | 31 marzo 2021                             | ISBN 978-88-349-0534-0                                                      |
| 4  | Capitoli - 13. Alla faccia della crisi di nervi (メンブレ半端ないって?, Menbure hanpa naitte) - 14. Sapersi divertire (楽たのしんじゃうカ?, Tanoshin jau ka) - 15. L'inizio della prima prova d'esame (1次試験開始?, Ichiji shiken kaishi) - 16. Cervella splat (脳汁ブシャー?, Nō-jiru bushā) |                                                                             |                                           |                                                                             |
| 5  | 21 giugno 2019 | ISBN 978-4-06-515958-3                                                      | 12 maggio 2021                            | ISBN 978-88-349-0618-7                                                      |
| 5  | Capitoli - 17. Fa proprio ribrezzo (ほんまにキモいわ?, Honma ni kimo iwa) - 18. Il coltello errante (さまようナイフ?, Samayō Naifu) - 19. Non è da lui (らしくねーよ?, Rashiku nē yo) - 20. Il nostro colore blu (俺たちの青い色?, Oretachi no aoi iro) - 21. Attacco da un nemico inaspettato (まざかの敵、襲来?, Ma zaka no teki, shūrai) - Extra. Il pranzo dell'esaminando |                                                                             |                                           |                                                                             |
| 6  | 22 novembre 2019 | ISBN 978-4-06-517512-5                                                      | 7 luglio 2021                             | ISBN 978-88-349-0680-4                                                      |
| 6  | Capitoli - 22. L'inizio della seconda prova d'esame (2次試験開始?, Niji shiken kaishi) - 23. La seconda prova d'esame inizia sul serio (こっから2次試験開始?, Kokkara niji shiken kaishi) - 24. Comincio a prendere colore (色づき始めた自分?, Irodzuki hajimeta jibun) - 25. Senza rimpianti (後悔はない?, Kōkai wa nai) |                                                                             |                                           |                                                                             |
| 7  | 23 marzo 2020 | ISBN 978-4-06-518889-7                                                      | 1º settembre 2021                         | ISBN 978-88-349-0745-0                                                      |
| 7  | Capitoli - 26. Il primo giorno alla Geidai (藝大ライフ1日目?, Gedai raifu ichinichi me) - 27. Battesimo (洗礼?, Senrei) - 28. Sdeng (ガツーン?, Gatsūn) - 29. Io... non ne ho? (俺、なくね??, Ore, nakune?) |                                                                             |                                           |                                                                             |
| 8  | 23 settembre 2020 | ISBN 978-4-06-520727-7 (ed. regolare) ISBN 978-4-06-520725-3 (ed. limitata) | 13 gennaio 2022 (ed. regolare & speciale) | ISBN 978-88-349-0804-4 (ed. regolare) ISBN 978-88-349-0874-7 (ed. speciale) |
| 8  | Capitoli - 30. Assaggiare prima di giudicare (食わず嫌いアカン?, Kuwazugirai akan) - 31. Shibuya non è stata costruita in un giorno (渋谷は一日にしてならず?, Shibuya hitoichi ni shite narazu) - 32. I preparativi per il festival (祭りの準備開始?, Matsurinojunbi kaishi) - 33. Spirito di sacrificio (ジコギセイ精神?, Jikogisei seishin) - Extra. Un delizioso viaggio per disegnare |                                                                             |                                           |                                                                             |
| 9  | 21 gennaio 2021 | ISBN 978-4-06-521994-2                                                      | 16 febbraio 2022                          | ISBN 978-88-349-0854-9                                                      |
| 9  | Capitoli - 34. Presagi di festa (これは慶事の前触れだ?, Kore wa keiji no maebureda) - 35. Un'estate in cui non riesco a dipingere niente (何も描けなくて…夏?, Nani mo egake nakute…natsu) - 36. Hello, world! (ハロー！ワールド?, Harō! Wārudo!) - 37. La Venere con l'armatura (鎧を着たヴィーナス?, Yoroiwokita Vuīnasu) - 38. Il talento e l'impegno (才能と努力?, Sainō to doryoku) |                                                                             |                                           |                                                                             |
| 10 | 21 maggio 2021 | ISBN 978-4-06-523175-3                                                      | 28 aprile 2022                            | ISBN 978-88-349-0965-2                                                      |
| 10 | Capitoli - 39. Diluvia sul bagnato (踏まれたり蹴られたり?, Fumaretari keraretari) - 40. Ho un talento speciale nel toccare il tasto dolente dei miei amici senza accorgermene (気がついたら友達の地雷を踏んでいる俺のスキルが優秀すぎる?, Kigatsuitara tomodachi no jirai o fundeiru ore no Sukiru ga yūshū sugiru) - 41. I miei amici hanno un talento speciale nel toccare il mio tasto dolente senza accorgersene (気がついたら俺の地雷踏ふんでいる友達のスキルが優秀すぎる?, Kigatsuitara ore no jirai o fundeiru tomodachi no Sukiru ga yūshū sugiru) - 42. I disegni non mentono (絵は嘘をつかない?, E wa uso o tsukanai)                                                                                  |                                                                             |                                           |                                                                             |
| 11 | 22 settembre 2021 | ISBN 978-4-06-524669-6 (ed. regolare) ISBN 978-4-06-524977-2 (ed. limitata) | 9 giugno 2022                             | ISBN 978-88-349-1029-0                                                      |
| 11 | Capitoli - 43. Perché? Perché? Perché? (なんでなんでなんで?, Nande nande nande) - 44. Come prima cosa, posso ripensare me stesso? (なんで とりあえず自分を見直させてもらっていいですか?, Nande toriezu jibun wo minaosasetemoratte ii desuka) - 45. Lasciatemi fare ciò che mi piace (ずっと好きでいさせてください?, Zutto suki de isasete kudasai) - 46. Una certa studentessa delle elementari vuole impegnarsi per diventare felice (とある小学生は努力して幸せになりたい?, Toaru shōgakusei ha doryokushite shiawa ni naritai) - 47. Il pennello tremolante (ゆれる筆先?, Yureru fudesaki) |                                                                             |                                           |                                                                             |
| 12 | 23 maggio 2022 | ISBN 978-4-06-527418-7                                                      | 3 novembre 2022                           | ISBN 978-88-349-1160-0                                                      |
| 12 | Capitoli - 48. Il cibo che più detesto sono gli spaghetti napolitan (嫌いな食べ物はナポリタン?, Kirai na tabemono wa Naporitan) - 49. C'è una wiki che spiega come uscire dal circolo vizioso dell'angoscia? (悩みのデスループをクリアできる攻略サイトどこですか?, Nayami no desu rūpu o kuria dekiru kōryaku saito doko desu ka) - 50. Quando ti espongono a una fonte di calore e, al contrario, ti raffreddi (熱にあてられると逆に冷静になっちゃうアレ?, Netsu ni aterareruto gyaku ni reisei ni nacchau are) - 51. Smarrimento 2.0 academy pack (迷走2.0アカデミーパック?, Meisō 2.0 Akademī Pakku) - 52. Se il terreno è soffice mi impantano subito (地盤が弱るとすぐ沼る?, Jiban ga yowaruto sugu numaru) |                                                                             |                                           |                                                                             |
| 13 | 22 novembre 2022 | ISBN 978-4-06-529730-8                                                      | 3 maggio 2023                             | ISBN 978-88-349-1911-8                                                      |
| 13 | Capitoli - 53. Esiste davvero "qualcosa di giusto"? (＂正しさ＂って実際あんの？?, "Tadashi-sa" tte jissai an no?) - 54. Un gioco troppo difficile (鬼畜ゲーすぎんだろ?, Kichiku gē sugi ndaro) - 55. Vacanze estive (edizione per tutte le età) - 1 (夏休み（全年齢版）1?, Natsuyasumi (zen nenrei-ban) 1) - 56. Vacanze estive (edizione per tutte le età) - 2 (夏休み（全年齢版）2?, Natsuyasumi (zen nenrei-ban) 2) |                                                                             |                                           |                                                                             |
| 14 | 21 luglio 2023 | ISBN 978-4-06-531943-7                                                      | 7 febbraio 2024                           | ISBN 978-88-349-2414-3                                                      |
| 14 | Capitoli - 57. Vacanze estive (edizione per tutte le età) - 3 (夏休み（全年齢版）3?, Natsuyasumi (zen nenrei-ban) 3) - 58. Vacanze estive (edizione per tutte le età) - 4 (夏休み（全年齢版）4?, Natsuyasumi (zen nenrei-ban) 4) - 59. Vacanze estive (edizione per tutte le età) - 5 (夏休み（全年齢版）5?, Natsuyasumi (zen nenrei-ban) 5) - 60. Vacanze estive (edizione per tutte le età) - 6 (夏休み（全年齢版）6?, Natsuyasumi (zen nenrei-ban) 6) - 61. Vacanze estive (edizione per tutte le età) - 7 (夏休み（全年齢版）7?, Natsuyasumi (zen nenrei-ban) 7) |                                                                             |                                           |                                                                             |
| 15 | 22 novembre 2023 | ISBN 978-4-06-533571-0                                                      | 2 ottobre 2024                            | ISBN 978-88-349-3013-7                                                      |
| 15 | Capitoli - 62. Vacanze estive (edizione per tutte le età) - 8 (夏休み（全年齢版）8?, Natsuyasumi (zen nenrei-ban) 8) - 63. Vacanze estive (edizione per tutte le età) - 9 (夏休み（全年齢版）9?, Natsuyasumi (zen nenrei-ban) 9) - 64. Vacanze estive (edizione per tutte le età) - 10 (夏休み（全年齢版）10?, Natsuyasumi (zen nenrei-ban) 10) - 65. Vacanze estive (edizione per tutte le età) - 11 (夏休み（全年齢版）11?, Natsuyasumi (zen nenrei-ban) 11) |                                                                             |                                           |                                                                             |
| 16 | 21 novembre 2024 | ISBN 978-4-06-537474-0                                                      | 23 luglio 2025                            | ISBN 978-88-349-3519-4 (ed. regolare) ISBN 978-88-349-3757-0 (ed. limitata) |
| 16 | Capitoli - 66. Dopo aver vinto il concorso ho fatto login nella mia vita (コンクールに入賞したら人生にログインしました。?, Konkūru ni nyūshō shitara jinsei ni Roguin shimashita.) - 67. Chemical reaction (Ｃｈｅｍｉｃａｌ ｒｅａｃｔｉｏｎ?) - 68. Fatiche notturne (夜に足掻く?, Yoru ni agaku) - 69. La comunicazione è importante (ほうれんそう大事！?, Hōrensō daiji!) - 70. Airism (エアイズム?, Earizumu) |                                                                             |                                           |                                                                             |
| 17 | 22 maggio 2025 | ISBN 978-4-06-539411-3                                                      | —                                         | —                                                                           |
| 17 | Capitoli - 71. (歌舞伎町育成日記完?, Kabukichō ikusei nikki kan) - 72. (お・か・ゆの精神?, O-ka-yu no seishin) - 73. (再会は何かの始まり?, Saikai wa nanika no hajimari) - 74. (あつまれ美術部の森?, Atsumare bijutsu-bu no mori) - 75. (あの人とはパラレル?, Ano hito to wa Parareru) |                                                                             |                                           |                                                                             |

##### Capitoli non ancora in formatotankōbon
Questa lista è suscettibile di variazioni e potrebbe essere incompleta o non aggiornata.

- 76.  (途方に暮れる感情?, Tohōnikureru kanjō)
- 77.  (Milestone?)
- 78.  (抜け殻に咲く?, Nukegara ni saku)

### Anime

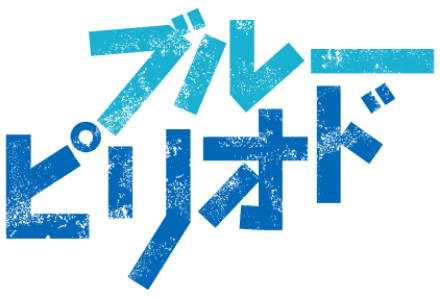
Logo della serie

Un adattamento anime è stato annunciato il 19 gennaio 2021. La serie è stata prodotta dallo studio Seven Arcs sotto la direzione dei registi Koji Masunari e Katsuya Asanos, con la sceneggiatura di Reiko Yoshida, il character design di Tomoyuki Shitaya e la colonna sonora di Ippei Inoue. È stato trasmesso in anteprima assoluta su Netflix Giappone il 25 settembre. La serie è stata mandata in onda dal 2 ottobre al 18 dicembre 2021 nel contenitore Animeism su MBS, TBS e altre reti affiliate. La sigla d'apertura è EVERBLUE cantata da Omoinotake mentre quella di chiusura Replica interpretata da Mol-74. I diritti di distribuzione internazionale sono stati acquistati da Netflix che ha pubblicato la serie con i sottotitoli dal 9 ottobre 2021 al 1º gennaio 2022. L'edizione è stata trasmessa dal 9 ottobre 2021 al 1º gennaio 2022. Il doppiaggio italiano è stato curato dalla VSI Rome sotto la direzione di Maura Cenciarelli. L'adattamento dei dialoghi dell'edizione italiana è stato effettuato da Matteo Pelliccioni.

#### Episodi
| Nº | Titolo italiano Giapponese 「Kanji」 - Rōmaji                                                                    | In onda          | In onda |
| Nº | Titolo italiano Giapponese 「Kanji」 - Rōmaji                                                                    | Giapponese       |         |
| 1  | Scoprire la gioia di dipingere 「絵を描く悦びに目覚めてみた」 - E o kaku yorokobi ni mezamete mita               | 2 ottobre 2021   |         |
| 2  | Non è per niente abbronzato 「全然焼けてねえ」 - Zenzen yakete nē                                                | 9 ottobre 2021   |         |
| 3  | Primo giorno alla scuola preparatoria dei morti 「予備校デビュー・オブ・ザ・デッド」 - Yobikō debyū Obu Za Deddo | 16 ottobre 2021  |         |
| 4  | Dove siamo diretti? 「我々はどこへ行くのか」 - Wareware wa doko e iku no ka                                      | 23 ottobre 2021  |         |
| 5  | Impotente, anche se so cosa fare 「課題が見えてもどうしようもねぇ」 - Kadai ga miete mo dō shiyō mo nē           | 30 ottobre 2021  |         |
| 6  | Gravi esaurimenti nervosi 「メンブレ半端ないって」 - Menbure hanpa naitte                                        | 6 novembre 2021  |         |
| 7  | L'inizio del primo esame 「1次試験開始」 - Ichiji shiken kaishi                                                  | 13 novembre 2021 |         |
| 8  | Scervellamento 「脳汁ブシャー」 - Nōjiru Bushā                                                                   | 20 novembre 2021 |         |
| 9  | Il coltello errante 「さまようナイフ」 - Samayou Naifu                                                           | 27 novembre 2021 |         |
| 10 | Il nostro colore blu 「俺たちの青い色」 - Oretachi no aoi iro                                                    | 4 dicembre 2021  |         |
| 11 | L'inizio del secondo esame 「２次試験開始」 - Niji shiken kaishi                                                 | 11 dicembre 2021 |         |
| 12 | Quando ho iniziato a immergermi nel colore 「色づき始めた自分」 - Irozuki hajimeta jibun                         | 18 dicembre 2021 |         |

#### Colonna sonora
La colonna sonora della serie è stata realizzata da Ippei Inoue e raccolta in un CD dalla Creek. L'album, intitolato Blue Period Original Soundtrack (ブルーピリオド オリジナル・サウンドトラック?, Burū Piriodo orijinaru saundotorakku), è stato pubblicato il 22 dicembre 2021 e contiene 30 brani.

##### Tracce
Musiche di Ippei Inoue.
1. Blue Period (ブルーピリオド?, Burū Piriodo) – 3:19
2. A Green Painting -Mori Senpai- (緑の絵〜森先輩〜?, Midori no e 〜 Mori sempai 〜) – 1:58
3. Trial and Error	 (試行錯誤?, Shikōsakugo) – 2:50
4. Simple Pleasures (ささやかな幸せ?, Sasayakana shiawase) – 2:09
5. Internal Conflict (心の葛藤?, kokoro no kattō) – 2:39
6. Painting Method (美術めそっど?, bijutsu mesoddo) – 2:28
7. Smooth Start (序盤戦勝利?, Jobansen shōri) – 2:29
8. Playing Art Buyers (買い付けごっこ?, kaitsukegokko) – 1:51
9. The Origin the Picture (絵の起源?, E no kigen) – 2:04
10. The First Attempt (最初の挑戦?, Saisho no chōsen) – 2:18
11. An Unfamiliar Place (慣れない場所?, Narenai basho) – 1:33
12. In the Zone (一点集中?, Ichi ten shūchū) – 1:46
13. Art History (絵画の歴史?, Kaiga no rekishi) – 2:29
14. Art Festival (芸術祭?, Geijutsusai) – 1:28
15. Loneliness of an Artist (芸術家の孤独?, Geijutsuka no kodoku) – 1:55
16. The Prep School Teacher Appears (予備校先生登場?, Yobikō sensei tōjō) – 1:22
17. The World In Blue (「青」の世界?, Ao no sekai) – 1:22
18. Yatora's Decision (八虎の決意?, Yatora no ketsui) – 3:30
19. "Blue Period" Epilogue (「ブルーピリオド」エピローグ?, "Burū Piriodo" Epirōgu) – 3:29
20. Getting Work Done (予備校での作業?, Yobikō de no sagyō) – 2:46
21. Early Morning in Shibuya (早朝の渋谷?, Sōchō no Shibuya) – 2:11
22. Routine Work (繰り返しの工程?, Kurikaeshi no kōtei) – 1:54
23. Confession (決意の告白?, Ketsui no kokuhaku) – 2:39
24. Cultural Diversity (文化の多様性?, Bunka no tayōsei) – 2:30
25. Color Transition (色彩の移り変わり?, Shikisai no utsurikawari) – 3:24
26. Butterflies in My Stomach (胸の高鳴り?, Mune no takanari) – 2:19
27. Setbacks and Regrets (挫折と後悔?, Zasetsu to kōkai) – 2:44
28. The World in Black and White (「モノクロ」の世界?, Monokuro no sekai) – 2:16
29. Art School Day 1 (初めての美術教室?, Hajimete no bijutsu kyōshitsu) – 2:15
30. Separate Ways (それぞれのゴール?, Sorezore no gōru) – 1:27

Durata totale: 69:24

### Film
Un adattamento cinematografico live-action è stato annunciato il 2 aprile 2024. Il film è diretto da Kentarō Hagiwara, con la sceneggiatura scritta da Reiko Yoshida e la colonna sonora composta da Yūki "Yaffle" Kojima. È stato proiettato nelle sale giapponesi dal 9 agosto 2024.

## Accoglienza
Marianna Rainolter di NerdPool ha recensito il primo volume del manga, trovando che questo presentasse le caratteristiche tipiche degli shōnen rendendo assolutamente avvincente e appassionante il mondo dell'arte. Con disegni spettacolari e un design dei personaggi molto intrigante, il lettore rimaneva incollato alle sue pagine e desiderava scoprire non solo se Yatora riuscirà a raggiungere i suoi obiettivi ma anche i segreti e la magia del mondo dell'arte raccontato con semplicità, quasi seducendo il lettore stesso ad avvicinarsi a sua volta. Eliana Cammarata di Playhero trovò che già il primo volume introduttivo riusciva a toccare nel profondo e ad emozionare. Nonostante alcuni punti qua e là che spezzavano la lettura, in generale Tsubasa Yamaguchi era molto capace di catapultare il lettore nella storia. Secondo Cammarata era impossibile non empatizzare con Yatora e riflettere su sé stessi e sulle proprie scelte e non serviva essere esperti di arte per poter apprezzare e comprendere il volume.
Alessio Micheloni di Everyeye.it affermò che era un manga davvero interessante e promettente, ambientato nel mondo dell'arte del quale svelava, grazie a una storia dall'impianto canonico ma sviluppata in maniera impeccabile e a un protagonista convincente, i numerosi retroscena e le mille difficoltà vissute da chi voleva affermarsi in questo campo. La considerò un'opera pregevole che si era meritata la vittoria di un premio importante. Davide Landi di MangaForever si soffermò sul fatto di aver trovato nel primo numero la replica gli schemi narrativi tipici negli spokon, con il giovane di talento che veniva coinvolto in una nuova attività che pensava di disprezzare. Notò anche il diverso peso del talento e dello studio, una delle tematiche della storia, dove vi era l'evidente riflesso di un'esperienza che deve aver fatto anche la mangaka. Lodò lo stile di disegno, il quale era luminoso e univa personaggi molto espressivi a riproduzioni di opere realizzate da altri autori. Andrea Orlandi di Games Academy vide Blue Period come un'opera fresca e frizzante, che teneva attaccati alla lettura fino alla fine del volume. 
La serie si è classificata al quarto posto del Kono manga ga sugoi! nell'elenco dei migliori manga del 2019 per lettori di sesso maschile, mentre è arrivata al quattordicesimo posto insieme a The Fable di Katsuhisa Minami nel 2020. Si è classificata al sedicesimo posto nella diciannovesima lista "Book of the Year" della rivista Da Vinci. Nel 2019, il manga è stato nominato per il 12º Manga Taishō e il 43º Premio Kodansha per i manga come Miglior Manga Generale. Nel 2020, il manga ha vinto il 13º Manga Taishō e il 44º Premio Kodansha per i manga come Miglior Manga Generale. È stato anche nominato per il 24º Premio culturale Osamu Tezuka.
Blue Period si è classificato al 9º posto nella classifica 2020 della comunità manga di Alu "My Manga Best5", a cui hanno partecipato 46 641 utenti (tramite Twitter). La serie è stata anche una delle dodici serie manga che sono state inserite nella lista dei 126 migliori graphic novel per adolescenti della Young Adult Library Services Association del 2021.
Rebecca Silverman di Anime News Network ha dato al primo volume una B+. Ha elogiato la sua storia di formazione e i personaggi (in particolare gli adulti), mentre lo criticava per il suo essere troppo informativo in alcuni casi.

## Eredità culturale
Il duo giapponese Yoasobi ha creato il singolo Gunjō͘ (群青? lett. "Blu oltremare"), che è stato pubblicato il 1º settembre 2020, basandosi sulla serie.